# Caloplaca ignea
Caloplaca ignea är en lavart som beskrevs av Arup. Caloplaca ignea ingår i släktet orangelavar och familjen Teloschistaceae.   Inga underarter finns listade i Catalogue of Life.